# Skewesovo číslo
První a druhé Skewesovo číslo jsou jedněmi z největších čísel, která byla použita v matematice. Jsou pojmenována po jihoafrickém matematikovi Stanleym Skewesovi, který je poprvé použil. Obě Skewesova čísla byla ve své době nejmenšími známými horními odhady pro řešení dvou souvisejících problémů teorie čísel. První Skewesovo číslo bývá často nazýváno jen Skewesovo číslo.
Hodnota prvního Skewesova čísla je {\displaystyle \mathrm {e} ^{\mathrm {e} ^{\mathrm {e} ^{79}}}}, což je přibližně {\displaystyle 10^{10^{8,85\times 10^{33}}}} nebo {\displaystyle 10^{10^{10^{34}}}}, hodnota druhého Skewesova čísla je {\displaystyle 10^{10^{10^{1000}}}}.

## Historie vzniku
Skewesova čísla vznikla jako horní odhady pro řešení následujícího problému.
Nechť π(x) značí počet prvočísel menších než x a Li(x) logaritmický integrál, tj. hodnotu {\displaystyle \int _{2}^{x}{\frac {\mathrm {d} t}{\ln t}}}. Například z věty o prvočíslech plyne asymptotický vztah {\displaystyle \,\pi (x)\sim {\hbox{Li}}(x)} (tj. {\displaystyle \lim _{x\rightarrow \infty }{\frac {\pi (x)}{{\hbox{Li}}(x)}}=1}), který zhruba řečeno říká, že „hodnoty funkcí π a Li jsou pro velké argumenty x přibližně stejné“. Přirozenou otázkou proto je, která z těchto dvou funkcí je větší?
Pro malá přirozená čísla x převažuje funkce Li, jak lze snadno spočítat. Skewesův učitel John Edensor Littlewood dokázal v roce 1914, že tomu tak není pro všechna čísla – existuje n přirozené takové, že π(n)>Li(n), a tedy nejmenší takové n (Littlewood dokázal dokonce více – funkce (π - Li)(x) mění v oboru přirozených čísel znaménko nekonečněkrát). Problém Littlewoodova důkazu spočíval v tom, že byl nekonstruktivní, tj. nebylo z něj možné určit (ani přibližně) hodnotu tohoto n.
Stanley Skewes předvedl první efektivní důkaz v roce 1933. Prokázal, že za předpokladu Riemannovy hypotézy je nejmenší n, pro něž π(n)>Li(n), menší než {\displaystyle \mathrm {e} ^{\mathrm {e} ^{\mathrm {e} ^{79}}}} (přibližně {\displaystyle 10^{10^{8,85\times 10^{33}}}}). Tento horní odhad dostal název Skewesovo číslo (později přejmenované na první Skewesovo číslo).
V roce 1955 se již Skewes dokázal obejít bez dodatečného předpokladu Riemannovy hypotézy, když byl v takovém případě schopen odhadnout velikost n hodnotou {\displaystyle 10^{10^{10^{1000}}}} nazvanou později druhé Skewesovo číslo.

## Pozdější vylepšení
V roce 2000 dokázali Bays a Hudson vylepšit Skewesovy odhady na 1,39822×10316, a to bez předpokladu Riemannovy hypotézy.